# 山中元長
山中 元長（やまなか もとなが、? - 文化10年（1813年）4月14日）は、日本の江戸時代の郷士。鴻池村山中総本家の8代・12代目当主。出雲国の戦国武将山中幸盛の子孫。山中元孚の長男。通称は（8代・12代）山中新右衛門と称した。
墓所は兵庫県伊丹市鴻池の慈眼寺境内墓地にある。法号は串山宗哲居士。

## 生涯
山中元孚の長男として生まれた。宝暦5年（1755年）7月に元孚が死去したために家督を継ぐこととなり、8代目山中新右衛門と称した。妻に大坂の両替商・天王寺屋五兵衛の娘を迎えている。
宝暦10年（1760年）尼崎藩に藩札の発行を願出て大きく貢献した。この藩札は明和元年（1764年）まで通用していた。
天明元年（1781年）の尼崎藩領内の御用銀高をみると、山中新右衛門の割当高は500匁であり、他家の割当高が300匁までの御用金高がほとんどであることから、山中家が如何に富豪であったことが分かる。
始祖・山中幸元は鴻池村において初めて酒造を行った年に、屋敷内に稲荷祠を設けていたが、宝暦13年（1763年）の秋、台風により祠が崩壊した。そこで天明4年（1784年）に稲荷祠を復旧し、長男の元漸の要望に応えて中井覆軒に碑文を撰し、鴻池稲荷祠碑（稲荷社碑）を建立した。
寛政2年（1790年）に家督を元漸に譲ったが、寛政6年（1794年）12月4日に元漸が急死し、家督を継いだ孫・元興は同姓であった旗本山中太良右衛門幸正の猶子となったため、四男である元貞に家督を継がしめた。しかし家政の運営や行動に問題があったため、元長の勘気により寛政8年（1796年）6月に元貞を退身させ、河辺郡大野新田村に閑居させた。元長は再び家督を再相続して、名前を山中新蔵と改めた。
享和3年（1803年）の「摂州酒樽薦銘鑑」には、鴻池村には2件の酒造家がおり、井筒屋きくと鴻池屋新蔵（山中元長）所持の薦樽が記載されている。そして弟である新九郎の子を養子にしたが、その後の鴻池村の山中本家は14代山中元丘の代に突然として跡を絶ったとされる。幕末期に鴻池稲荷祠碑（稲荷社碑）は鴻池村山中本家の断絶により荒廃したため、何者かに持ち去られたが、明治年間に今橋鴻池家に買い取られた。
菩提寺である慈眼寺の境内には山中家代々の墓碑が集められている。その中のひときわ大きな五輪塔が元長の墓石である。墓石といい、鴻池稲荷祠碑の建立、鴻池神社に奉納した木製狛犬、安永2年（1773年）に自らが揮毫した「蔵王権現」の扁額といい元長の時代の繁栄振り、最盛期を偲ぶことができるが、元長は家庭的に不幸であったようであり、実子や孫がありながらも、甥を養子に迎えなければならない不運を味わっている。